# Patrick Banggaard
Patrick Banggaard (4 aprile 1994) è un ex calciatore danese, di ruolo difensore.

## Carriera

### Club
Ha giocato nella prima divisione danese, in quella tedesca, in quella olandese ed in quella cipriota.

### Nazionale
Ha giocato nelle nazionali giovanili danesi Under-16, Under-17, Under-18, Under-19 ed Under-21.

## Palmarès

### Club

#### Competizioni nazionali
- Campionato danese: 1

Midtjylland: 2014-2015
- Coppa di Danimarca: 1

SønderjyskE: 2019-2020